# Халмурадов, Сагдулла Халмурадович
Сагдулла Халмурадович Халмурадов (1894, Перовск, Сырдарьинская область, Российская империя — 1939, Колыма) — представитель советской узбекской интеллигенции. Упоминается в научной среде Узбекистана «поборником культуры и народного просвещения».
С. Х. Халмурадов был первым руководителем и режиссёром Узбекской театральной труппы в Кызылорде. Он проявлял инициативу в создании детской художественной труппы в Кызылорде.
С. Х. Халмурадов являлся создателем и первым руководителем Института просвещения Народного Назирата БНСР в Чарджуе (ныне город Туркменабад). Он также является создателем одного из первых учебников для школ Узбекской ССР, одним из организаторов Дома учёных в столичном Ташкенте и первым директором учебно-педагогического издательства (Учпедгиз) Узбекской ССР (позже Издательство «Учитель», ныне — «O’qituvchi»).

## Биография
С. Х. Халмурадов родился в 1894 году и вырос в Перовске. Его отец Халмурад был кустарём-шапочником из Шафиркана, в конце XIX века переехавший с семьей из Бухарского эмирата в Туркестанское генерал-губернаторство.

## Деятельность в Кызылорде
Будучи молодым С. Х. Халмурадов проходил трёхмесячные педогогические курсы в Ташкенте. Вернувшись в Перовск, он работал преподавателем в школе.
С 1919 года С. Х. Халмурадов — заместитель заведующего Перовским отделом народного образования. Вместе с тем он становится руководителем и режиссёром организованной в Кызылорде Узбекской театральной труппы, деятельность которой получила широкую известность, и была приглашена в Ташкент одним из основателей узбекского театра — М. Уйгуром.
С. Х. Халмурадов проявлял инициативу в создании детской художественной труппы в Кызылорде. Он организовывал также группу местной молодежи и помогал ей поступить в учебные заведения Ташкента.

## Деятельность в Бухарской народной советской республике
После образования Бухарской народной советской республики (БНСР) С. Х. Халмурадов переехал в Бухару. С ноября 1921 года он — помощник заведующего внешкольным отделом Народного Назирата БНСР, 1922 года — создатель и руководитель Института просвещения в Чарджуе. С 1923 года — заведующий Главполитпросветом БНСР, а с 1924 года — директор Института просвещения в Бухаре, где он одновременно преподавал природоведение.

## Деятельность в Узбекской ССР
С сентября 1924 года по 1927 год С. Х. Халмурадов руководил окружным отделом образования Зарафшанской, а затем Бухарской области. Вместе с тем он продолжал научно-педагогическую деятельность, участвовал в разработке школьных программ, новой методики преподавания и воспитания, заведовал окружными курсами переподготовки учителей. Затем он был переведён деканом, а вскоре назначен директором рабочего факультета им. Покровского в Самарканде, где велась подготовка абитуриентов из молодежи для технического вуза.
В 1929 году С. Х. Халмурадов поступил в аспирантуру при Узбекском государственном научно-исследовательском институте (УзГНИИ), где в 1930 году был избран председателем аспирантского совета института, в 1931 году — в спецаспирантуру при Научно-исследовательском колхозном институте (НИКИ) Всесоюзной Академии сельско-хозяйственных наук, где он углубил свои знания в области экономики сельского хозяйства. В ноябре 1932 года перешёл в аспирантуру Московского научно-исследовательского института планирования и организации народного образования (НИИПиОНО). Однако закончить аспирантуру ему не удалось. Его пригласил на работу крайне нуждавшийся в квалифицированных научно-преподавательских кадрах Узбекский государственный университет (ныне СамГУ). НИИПиОНО откомандировал аспиранта II курса С. Х. Халмурадова на преподавательскую работу с сохранением за ним права вернуться в аспирантуру.
С февраля 1933 года С. Х. Халмурадов — доцент кафедры политической экономии и экономполитики УзГУ, с января 1933 года — член Всесоюзной Ассоциации работников науки и техники, с февраля 1935 года — председатель Республиканского комитета профессионального союза высшей школы и научно-исследовательских учреждений.
Возглавляемый им РК союза заботился об обеспечении высших учебных заведений учебно-материальной базой, повышении уровня учебно-воспитательного процесса, развертывании самодеятельности учащейся молодежи. С. Х. Халмурадов лично участвовал в организации и проведении олимпиад студенческих самодеятельных коллективов. В то же время он находился на преподавательской работе в Ташкентском индустриальном институте.
В конце 1936 года С. Х. Халмурадов стал первым директором учебно-педагогического издательства (Учпедгиз) Узбекской ССР (позже Издательство «Учитель», ныне — «O’qituvchi»). На Учпедгиз УзССР возлагалась ответственная задача по выпуску букварей, стабильных учебников, новых программ, методической литературы и учебных пособий.

## Арест и смерть
С. Х. Халмурадов был арестован советскими властями в 1938 году и в октябре того же года был осужден на 10 лет заключения за контрреволюционную деятельность. Предположительно умер на Колыме в 1939 году.